# San Vito Volley 2010-2011
Questa voce raccoglie le informazioni riguardanti il San Vito Volley nelle competizioni ufficiali della stagione 2010-2011.

## Organigramma societario
Area direttiva
- Presidente: Luigi Sabatelli

Area tecnica
- Allenatore: Cosimo Lo Re
- Allenatore in seconda: Iolanda Semeraro
- Scout man: Roberto Bianchi

Area sanitaria
- Medico: Giovanni Roma
- Preparatore atletico: Maurizio Bottazzo
- Fisioterapista: Anna Maria Marrazzo

## Rosa
| N° | Nome                | Ruolo | Data di nascita  | Nazionalità sportiva |
| -- | ------------------- | ----- | ---------------- | -------------------- |
| 2  | Jaqueline Kohler    | S     | 10 marzo 1983    | Brasile              |
| 3  | Alessia Travaglini  | C     | 10 aprile 1988   | Italia               |
| 4  | Rachel Rourke       | O     | 1º ottobre 1988  | Australia            |
| 5  | Martha Zamora       | S     | 15 ottobre 1983  | Italia               |
| 6  | Ilenia Floro        | C     | 27 agosto 1980   | Italia               |
| 7  | Svetla Angelova     | P     | 20 febbraio 1988 | Italia               |
| 8  | Germana Fanelli     | C     | 5 luglio 1983    | Italia               |
| 9  | Ramona Aricò        | O     | 30 ottobre 1985  | Italia               |
| 10 | Lynne Beattie       | S     | 13 dicembre 1985 | Scozia               |
| 12 | Graziana Caputo     | S     | 1º giugno 1993   | Italia               |
| 15 | Valentina Scillia   | L     | 2 maggio 1981    | Italia               |
| 16 | Mariaeugenia Benato | L     | 9 gennaio 1993   | Italia               |
| 17 | Sara De Lellis      | P     | 14 novembre 1986 | Italia               |

## Risultati

### Serie A2

#### Girone di andata
| 1ª giornata - 17 ottobre 2010 PalaBertoni, Crema                       | Crema               | 3 - 2 | San Vito       | 25-17, 22-25, 25-23, 25-27, 17-15 |
| 2ª giornata - 24 ottobre 2010 PalaMacchitella, San Vito dei Normanni   | San Vito            | 2 - 3 | Cuatto Giaveno | 29-27, 25-21, 19-25, 18-25, 9-15  |
| 3ª giornata - 31 ottobre 2010 PalaRaschi, Parma                        | Parma               | 3 - 0 | San Vito       | 25-16, 25-14, 25-20               |
| 4ª giornata - 7 novembre 2010 PalaMacchitella, San Vito dei Normanni   | San Vito            | 2 - 3 | Santa Croce    | 28-26, 25-17, 22-25, 12-25, 16-18 |
| 5ª giornata - 14 novembre 2010 PalaMaddalene, Chieri                   | Chieri              | 3 - 0 | San Vito       | 25-22, 25-17, 25-20               |
| 6ª giornata - 21 novembre 2010 PalaBerlinguer, Bellizzi                | Pontecagnano Faiano | 3 - 2 | San Vito       | 25-13, 20-25, 25-23, 18-25, 15-10 |
| 7ª giornata - 28 novembre 2010 PalaMacchitella, San Vito dei Normanni  | San Vito            | 1 - 3 | Loreto         | 27-25, 22-25, 21-25, 17-25        |
| 8ª giornata - 5 dicembre 2010 PalaRomiti, Forlì                        | Forlì               | 0 - 3 | San Vito       | 20-25, 23-25, 25-27               |
| 9ª giornata - 12 dicembre 2010 PalaMacchitella, San Vito dei Normanni  | San Vito            | 1 - 3 | RDM Pomezia    | 19-25, 25-16, 17-25, 26-28        |
| 10ª giornata - 19 dicembre 2010 PalaScoppa, Soverato                   | Soverato            | 3 - 1 | San Vito       | 25-18, 25-19, 20-25, 25-21        |
| 11ª giornata - 26 dicembre 2010 PalaMacchitella, San Vito dei Normanni | San Vito            | 3 - 0 | Time Matera    | 25-13, 25-15, 25-20               |
| 12ª giornata - 9 gennaio 2011 PalaOlimpia, Verona                      | Verona              | 0 - 3 | San Vito       | 20-25, 20-25, 18-25               |
| 13ª giornata - 16 gennaio 2011 PalaMacchitella, San Vito dei Normanni  | San Vito            | 3 - 0 | Busnago        | 27-25, 25-19, 25-15               |

#### Girone di ritorno
| 14ª giornata - 23 gennaio 2011 PalaMacchitella, San Vito dei Normanni  | San Vito       | 3 - 1 | Crema               | 22-25, 25-23, 25-19, 27-25        |
| 15ª giornata - 30 gennaio 2011 Palazzetto dello Sport, Giaveno         | Cuatto Giaveno | 2 - 3 | San Vito            | 21-25, 25-16, 25-20, 23-25, 18-20 |
| 16ª giornata - 6 febbraio 2011 PalaMacchitella, San Vito dei Normanni  | San Vito       | 2 - 3 | Parma               | 20-25, 16-25, 25-23, 28-26, 7-15  |
| 17ª giornata - 13 febbraio 2011 PalaParenti, Santa Croce sull'Arno     | Santa Croce    | 3 - 2 | San Vito            | 27-25, 25-21, 24-26, 22-25, 15-13 |
| 18ª giornata - 20 febbraio 2011 PalaMacchitella, San Vito dei Normanni | San Vito       | 3 - 2 | Chieri              | 22-25, 25-21, 25-17, 20-25, 16-14 |
| 19ª giornata - 27 febbraio 2011 PalaMacchitella, San Vito dei Normanni | San Vito       | 2 - 3 | Pontecagnano Faiano | 20-25, 25-21, 25-20, 23-25, 12-15 |
| 20ª giornata - 6 marzo 2011 PalaSerenelli, Loreto                      | Loreto         | 3 - 0 | San Vito            | 25-22, 25-21, 25-22               |
| 21ª giornata - 20 marzo 2011 PalaMacchitella, San Vito dei Normanni    | San Vito       | 3 - 1 | Forlì               | 25-17, 29-27, 22-25, 25-13        |
| 22ª giornata - 27 marzo 2011 Olimpia Palace, Pomezia                   | RDM Pomezia    | 3 - 1 | San Vito            | 25-20, 25-17, 28-30, 26-24        |
| 23ª giornata - 3 aprile 2011 PalaMacchitella, San Vito dei Normanni    | San Vito       | 0 - 3 | Soverato            | 20-25, 21-25, 22-25               |
| 24ª giornata - 10 aprile 2011 PalaSassi, Matera                        | Time Matera    | 3 - 2 | San Vito            | 25-27, 22-25, 25-23, 33-31, 15-9  |
| 25ª giornata - 17 aprile 2011 PalaMacchitella, San Vito dei Normanni   | San Vito       | 3 - 0 | Verona              | 25-15, 25-13, 25-16               |
| 26ª giornata - 23 aprile 2011 PalaBusnago, Busnago                     | Busnago        | 2 - 3 | San Vito            | 25-13, 17-25, 22-25, 25-20, 7-15  |

## Statistiche

### Statistiche di squadra
| Competizione | Punti | In casa | In casa | In casa | In trasferta | In trasferta | In trasferta | Totale | Totale | Totale |
| Competizione | Punti | G       | V       | P       | G            | V            | P            | G      | V      | P      |
| ------------ | ----- | ------- | ------- | ------- | ------------ | ------------ | ------------ | ------ | ------ | ------ |
| Serie A2     | 35    | 13      | 6       | 7       | 13           | 4            | 9            | 26     | 10     | 16     |
| Totale       | -     | 13      | 6       | 7       | 13           | 4            | 9            | 26     | 10     | 16     |

G = partite giocate; V = partite vinte; P = partite perse

### Statistiche dei giocatori
| Giocatore     | Serie A2 | Serie A2 | Serie A2 | Serie A2 | Serie A2 | Totale | Totale | Totale | Totale | Totale |
| Giocatore     | P        | PT       | AV       | MV       | BV       | P      | PT     | AV     | MV     | BV     |
| ------------- | -------- | -------- | -------- | -------- | -------- | ------ | ------ | ------ | ------ | ------ |
| S. Angelova   | 17       | 11       | ?        | ?        | ?        | 17     | 11     | ?      | ?      | ?      |
| R. Aricò      | 11       | 144      | ?        | ?        | ?        | 11     | 144    | ?      | ?      | ?      |
| L. Beattie    | 9        | 33       | ?        | ?        | ?        | 9      | 33     | ?      | ?      | ?      |
| M. Benato     | 19       | 0        | 0        | 0        | 0        | 19     | 0      | 0      | 0      | 0      |
| G. Caputo     | 22       | 31       | ?        | ?        | ?        | 22     | 31     | ?      | ?      | ?      |
| S. De Lellis  | 25       | 54       | ?        | ?        | ?        | 25     | 54     | ?      | ?      | ?      |
| G. Fanelli    | 23       | 161      | ?        | ?        | ?        | 23     | 161    | ?      | ?      | ?      |
| I. Floro      | 22       | 63       | ?        | ?        | ?        | 22     | 63     | ?      | ?      | ?      |
| J. Kohler     | 25       | 214      | ?        | ?        | ?        | 25     | 214    | ?      | ?      | ?      |
| R. Rourke     | 26       | 554      | ?        | ?        | ?        | 26     | 554    | ?      | ?      | ?      |
| V. Scillia    | 26       | 0        | 0        | 0        | 0        | 26     | 0      | 0      | 0      | 0      |
| A. Travaglini | 26       | 260      | ?        | ?        | ?        | 26     | 260    | ?      | ?      | ?      |
| M. Zamora     | 15       | 176      | ?        | ?        | ?        | 15     | 176    | ?      | ?      | ?      |

P = presenze; PT = punti totali; AV = attacchi vincenti; MV = muri vincenti; BV = battute vincenti